# Arrondissement de Sternberg-Ouest

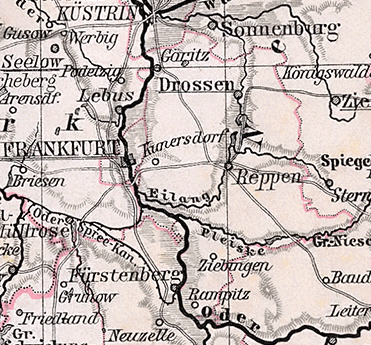
Territoire de l'arrondissement en 1905

L'arrondissement prussien de Sternberg-Ouest, dans la province de Brandebourg a existé de 1873 à 1945. Dans les années 1930, il comprend les trois villes de Drossen, Göritz (Oder) et Reppen, 64 communes et un district de domaine forestier. L'ancien territoire de l'arrondissement se trouve désormais essentiellement dans le powiat de Słubice dans la voïvodie polonaise de Lubusz. Deux zones plus petites sur la rive ouest de l'Oder appartiennent désormais à l'arrondissement de Märkisch-Pays de l'Oder et à l'arrondissement d'Oder-Spree dans le Brandebourg .

## Histoire
Le nouveau arrondissement de Sternberg-Ouest est créé en 1873 à partir des parties occidentales de l'ancien arrondissement de Sternberg dans le district de Francfort, dans la province prussienne du Brandebourg. Le bureau de l'arrondissement est initialement créé dans la ville de Drossen. Le 1er avril 1904, le bureau de l'arrondissement est transféré dans la ville de Reppen.
Le 30 septembre 1929, une réforme régionale a lieu dans l'arrondissement de Sternberg-Ouest, conformément à l'évolution du reste de l'État libre de Prusse, dans laquelle tous les districts de domaine sauf deux sont dissous et attribués aux communes voisines.
Au printemps 1945, le territoire de l'arrondissement est occupée par l'Armée rouge . Après la fin de la guerre, le territoire de l'arrondissement est presque entièrement placée sous administration polonaise par l'Union soviétique. Par la suite, l'immigration progressive de migrants polonais et ukrainiens y commence, dont certains viennent de régions situées à l'est de la ligne Curzon tombée aux mains de l'Union soviétique. Dans la période qui suit, la population locale est expulsée d'ici par les autorités administratives polonaises locales.
Les parties des communes d'Aurith (de) et Kunitz (Kunitzer Loose) à gauche de l'Oder ainsi que la zone de la ville de Göritz à gauche de l'Oder près de Reitwein sont restées dans l'État de Brandebourg dans la zone d'occupation soviétique.

## Évolution de la démographie
| Année | Habitants | Source |
| ----- | --------- | ------ |
| 1871  | 43 442    | [ 5 ]  |
| 1890  | 45 004    | [ 6 ]  |
| 1900  | 44 028    | [ 6 ]  |
| 1910  | 44 027    | [ 6 ]  |
| 1925  | 45 798    | [ 6 ]  |
| 1933  | 45 831    | [ 6 ]  |
| 1939  | 44 381    | [ 6 ]  |

## Administrateurs de l'arrondissement
- 1872-1874 Adolf von Nickisch-Rosenegk (de)
- 1874-1900 Bernhard Bohtz (de)
- 1900-1917 Reinhold Finck von Finckenstein (de)
- 1917-1933 Hans Rieck (de)
- 1933 –1933 Heinrich Grimm (de)
- 1933-1945 Erich Schmidt (de)

## Constitution communale
L'arrondissement de Sternberg-Ouest est initialement divisé en villes, communes et - jusqu'à leur dissolution presque complète en 1929 - districts de domaine. Avec l'introduction de la loi constitutionnelle communale prussienne du 15 décembre 1933 et du Code communal allemand du 30 janvier 1935, le principe du chef est appliqué au niveau communal le 1er avril 1935.

## Transports
Reppen, la capitale de l'arrondissement de Sternberg-Ouest, devient un carrefour ferroviaire important après que la ligne Posen-Francfort-sur-l'Oder (de) de la société des chemins de fer de Posnanie et de la Marche (de), ouverte en 1870, y a été reliée au tronçon Custrine-Rothenburg (de) de la compagnie des chemins de fer de Breslau (de), mise en service en 1874/75.
En 1890, l'embranchement des chemins de fer prussiens vers Zielenzig y commence.
En 1907, l'arrondissement lui-même construit le petit chemin de fer de l'arrondissement de Sternberg-Ouest (de) de Kunersdorf à Ziebingen=Sandow, qui suit en grande partie l'Oder. L'Office d'État des transports de Brandebourg (de) dirige l'exploitation ainsi que le petit chemin de fer Custrine-Hammer (de), dont la première partie, ouverte en 1896, ne touche que le nord de l'arrondissement dans le Warthebruch.

## Villes et communes
Les villes et communes suivantes appartiennent à l'arrondissement de Sternberg-Ouest dans les années 1930 :
- Aurith (de)
- Balkow
- Beelitz
- Bergen
- Biberteich
- Bischofsee
- Bottschow
- Buchholz
- Döbbernitz
- Drenzig
- Drossen, ville
- Frauendorf
- Friedrichswille
- Gohlitz
- Görbitsch
- Göritz (Oder), ville
- Gräden
- Grimnitz
- Groß Gandern
- Groß Lübbichow
- Groß Rade
- Grunow
- Hildesheim
- Klauswalde
- Klein Gandern avec le manoir de Klein Gandern (de)
- Klein Kirschbaum
- Klein Lübbichow
- Klein Rade
- Kloppitz
- Kohlow
- Kräsem
- Kunersdorf
- Kunitz
- Lässig
- Laubow
- Leichholz
- Leissow, depuis 1937 Leißow
- Lieben
- Matschdorf
- Melschnitz
- Neu Bischofsee
- Neuendorf
- Ötscher
- Pinnow
- Polenzig
- Radach
- Rampitz
- Reichenwalde
- Reipzig
- Reppen, ville
- Sandow
- Säpzig
- Schmagorei, depuis 1936 Treuhofen
- Schwetig
- Seefeld
- Spudlow
- Steinbockwerk
- Stenzig
- Storkow
- Tornow
- Trettin
- Tschernow, depuis 1936 Schernow
- Wildenhagen
- Zerbow
- Ziebingen
- Zohlow
- Zweinert

L'arrondissement comprend également le district de domaine non constitué en commune de Forst Reppen.